# Gieświe
Gieświe (lit. Giesvė) − wieś na Litwie, w rejonie wileńskim, 6 km na północny wschód od Duksztów, zamieszkana przez 4 ludzi. 
W II Rzeczypospolitej wieś Gieświe należała do powiatu wileńsko-trockiego w województwie wileńskim.